# Al Hassan Touré
Al Hassan Touré, né le 30 mai 2000 à Guéckédou en Guinée est un footballeur australien qui joue au poste d'avant-centre au FC Tulsa.

## Biographie

### En club
Le 7 août 2019, il fait ses débuts avec Adélaïde United contre Melbourne Knights en coupe d'Australie. Il se met alors en évidence en inscrivant le premier but du match, qui se solde par la victoire de son équipe (5-2). Le 23 octobre 2019, il marque le premier but contre Melbourne City lors de la victoire de son équipe en finale de la Coupe (score : 4-0).
Le 16 janvier 2024, Al Hassan Touré signe en France à l’AC Ajaccio, pensionnaire de Ligue 2 BKT, pour une durée de 18 mois, plus une année en option.

### En sélection
Avec les moins de 23 ans, il participe au championnat d'Asie des moins de 23 ans en janvier 2020. Lors de cette compétition organisée en Thaïlande, il officie comme titulaire et joue six matchs. Il s'illustre en marquant un but contre la Syrie en quart de finale. L'Australie se classe troisième du tournoi, en battant l'Ouzbékistan lors de la "petite finale".

## Palmarès
Adélaïde United
- Coupe d'Australie (1) :
  - Vainqueur : 2019